# Bregmaceros cantori
Bregmaceros cantori is een straalvinnige vissensoort uit de familie van doornkabeljauwen (Bregmacerotidae). De wetenschappelijke naam van de soort is voor het eerst geldig gepubliceerd in 1984 door Milliken & Houde.